# Mianmar nos Jogos Olímpicos de Verão de 2000
Mianmar participou dos Jogos Olímpicos de Verão de 2000 em Sydney, Austrália.